# Терателе (Козенца)
Терателе је насеље у Италији у округу Козенца, региону Калабрија.
Према процени из 2011. у насељу је живело 139 становника. Насеље се налази на надморској висини од 803 м.